# Eleições estaduais em Minas Gerais em 1994
As eleições estaduais em Minas Gerais em 1994 ocorreram em 3 de outubro como parte das eleições gerais no Distrito Federal e em 26 estados. Foram eleitos o governador Eduardo Azeredo, o vice-governador Walfrido Mares Guia, e os senadores Francelino Pereira e Arlindo Porto, além de 53 deputados federais e 77 estaduais. Como nenhum candidato a governador atingiu a metade mais um dos votos válidos na eleição, houve um segundo turno em 15 de novembro e pelo texto da Constituição e da Lei nº. 8.713, a posse aconteceria em 1º de janeiro de 1995 para quatro anos de mandato.
Quatro anos após retornar ao Palácio da Liberdade pelo inexpressivo Partido das Reformas Sociais, Hélio Garcia mudou para o PTB e levou seu novo partido a integrar a coligação que elegeu Eduardo Azeredo como seu sucessor, embora o jornalista Hélio Costa largou como favorito para vencer já em primeiro turno. Beneficiado pelo efeito recall graças à sua candidatura ao governo em 1990, Hélio Costa passou a sofrer críticas de seus adversários cuja tática rememorou suas ligações pretéritas com Fernando Collor quando este era presidente da República e ambos pertenciam ao PRN. Curiosamente, o início de campanha do PSDB foi ruim a ponto de Fernando Henrique Cardoso, candidato a presidente pelo partido, ter que tratar Hélio Costa e Eduardo Azeredo como seus aliados no primeiro turno.
Primeiro governador mineiro natural de Sete Lagoas a ser eleito por voto direto desde o fim do Estado Novo, Eduardo Azeredo é formado em Engenharia Mecânica na Pontifícia Universidade Católica de Minas Gerais em 1971 e tem o curso de extensão em Engenharia Econômica pela Fundação Dom Cabral e no ano seguinte cursou Análise de Sistemas na IBM Brasil. Presidiu a Companhia de Tecnologia da Informação do Estado de Minas Gerais nos governos Tancredo Neves e Hélio Garcia e também a Associação Brasileira de Empresas Estaduais de Processamento de Dados antes de assumir a superintendência da DATAMEC em Minas Gerais. Filho de Renato Azeredo, disputou sua primeira eleição na legenda do PSDB em 1988, quando foi eleito vice-prefeito da capital mineira na chapa de Pimenta da Veiga e este o nomeou presidente da Empresa de Processamento de Dados de Belo Horizonte. Em 1990 assumiu a prefeitura quando o titular renunciou para concorrer ao governo do estado. Findo o seu mandato como alcaide ocupou a presidência do Serviço Federal de Processamento de Dados durante um ano até janeiro de 1994, meses antes de eleger-se para o governo mineiro.

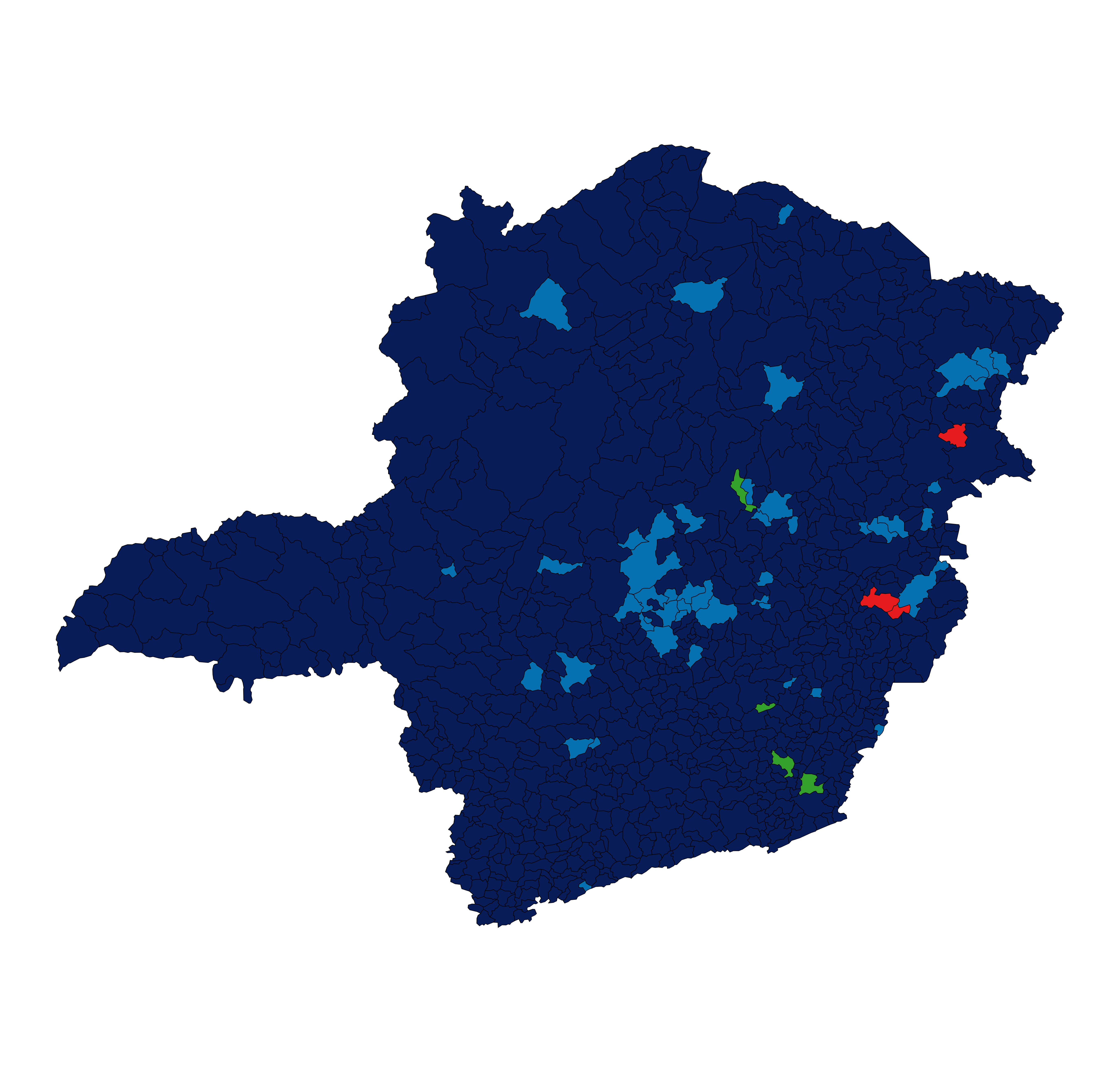
Mapa dos municípios no 1º turno

Mineiro de Santa Bárbara, Walfrido Mares Guia formou-se em Engenharia Química na Universidade Federal de Minas Gerais e Administração de Empresas pela Universidade Fundação Mineira de Educação e Cultura e cursou a Fundação João Pinheiro. Fundador da Faculdade Pitágoras e do Kroton Educacional, dirigiu o Sindicato dos Estabelecimentos Particulares de Ensino de Minas Gerais (SINEPE). Secretário municipal de Planejamento na administração Hélio Garcia em Belo Horizonte, quando este assumiu o governo estadual após a renúncia de Tancredo Neves, foi secretário de Desburocratização, presidiu o Centro Tecnológico de Minas Gerais e assumiu a pasta da Ciência e Tecnologia. Após migrar do PMDB para o PRS foi secretário de Educação com o retorno de Hélio Garcia ao governo mineiro e em 1994 foi eleito vice-governador via PTB.

## Resultado da eleição para governador

### Primeiro turno
Segundo o Tribunal Superior Eleitoral, houve 8.837.261 votos nominais (83,69%), 2.042.158 votos em branco (23,11%) e 804.105 votos nulos (9,10%). O total de votos válidos foi 5.990.998 (67,79%) e a abstenção e votos não totalizados foi 1.722.478 (16,31% do total de 10.559.739 eleitores).
| Candidatos a governador do estado | Candidatos a vice-governador | Número | Coligação                                                     | Votação   | Percentual |
| --------------------------------- | ---------------------------- | ------ | ------------------------------------------------------------- | --------- | ---------- |
| Hélio Costa PP                    | Vitor Penido PFL             | 39     | Movimento Popular Progressista (PP, PFL, PPR, PV, PRP, PTdoB) | 2.893.594 | 48,30%     |
| Eduardo Azeredo PSDB              | Walfrido Mares Guia PTB      | 45     | Todos por Minas (PSDB, PTB, PL)                               | 1.629.711 | 27,20%     |
| José Alencar PMDB                 | Alfredo Campos PMDB          | 15     | PMDB (sem coligação)                                          | 641.877   | 10,71%     |
| Antônio Carlos Pereira PT         | Raul Messias PSB             | 13     | Frente Minas Popular (PT, PSB, PPS, PCdoB, PCB, PSTU)         | 585.173   | 9,77%      |
| Ércio Quaresma PSD                | Reinaldo Miranda PSD         | 41     | PSD (sem coligação)                                           | 101.310   | 1,69%      |
| Cleuber Cunha PRONA               | Ernesto Martins Jr PRONA     | 56     | PRONA (sem coligação)                                         | 70.329    | 1,17%      |
| Hebert Ribeiro PSC                | Ricardo Rommel PSC           | 20     | PSC (sem coligação)                                           | 39.929    | 0,67%      |
| Monico Gomes PRN                  | Elizabeth Almeida PRN        | 36     | PRN (sem coligação)                                           | 29.065    | 0,49%      |
| Fontes:                           |                              |        |                                                               |           |            |

### Segundo turno
Segundo o Tribunal Superior Eleitoral, houve 8.381.240 votos apurados (79,37%), 115.782 votos em branco (1,38%) e 813.528 votos nulos (9,71%). O total de votos válidos foi 7.451.930 (88,91%) e a abstenção chegou a 2.178.499 (20,63% do total de 10.559.739 eleitores).
| Candidatos a governador do estado | Candidatos a vice-governador | Número | Coligação                                                     | Votação   | Percentual |
| --------------------------------- | ---------------------------- | ------ | ------------------------------------------------------------- | --------- | ---------- |
| Eduardo Azeredo PSDB              | Walfrido Mares Guia PTB      | 45     | Todos por Minas (PSDB, PTB, PL)                               | 4.370.836 | 58,65%     |
| Hélio Costa PP                    | Vitor Penido PFL             | 39     | Movimento Popular Progressista (PP, PFL, PPR, PV, PRP, PTdoB) | 3.081.094 | 41,35%     |
| Fontes:                           |                              |        |                                                               |           |            |

## Biografia dos senadores eleitos

### Francelino Pereira
A eleição para senador cessou o retiro político de Francelino Pereira. Natural de Angical do Piauí, morou em Amarante, Teresina e Fortaleza. Ao chegar em Belo Horizonte, presidiu o Centro Acadêmico Afonso Pena, da Universidade Federal de Minas Gerais, e graduou-se advogado. Filiado à UDN e à ARENA após o Regime Militar de 1964, elegeu-se vereador em Belo Horizonte em 1958, antes prestando consultoria jurídica à prefeitura da capital mineira. Assessor de Rondon Pacheco, secretário de Justiça no governo Magalhães Pinto, e também do próprio governador, elegeu-se deputado federal em 1962, 1966, 1970 e 1974. Em 21 de setembro de 1975 foi eleito presidente nacional da ARENA em lugar de Petrônio Portela. Escolhido governador de Minas Gerais em 1978 pelo presidente Ernesto Geisel, esteve no PDS e anos depois assumiu a presidência estadual do PFL. Presidente da empresa Aços Especiais Itabira (ACESITA) até 1984 e do Banco do Brasil no governo de José Sarney, foi diretor da Associação Comercial de Minas Gerais e presidente da Aliança Francesa. Após dezesseis anos sem disputar eleições, conquistou um mandato de senador em 1994.

### Arlindo Porto
Outro senador eleito foi o empresário Arlindo Porto. Nascido em Patos de Minas, diplomou-se em Contabilidade e Administração de Empresas na Universidade Federal de Uberlândia. Em 1982 foi eleito prefeito de sua cidade natal pelo PMDB e anteriormente fundou e dirigiu o Lions Club local. Filiado ao PTB, elegeu-se vice-governador de Hélio Garcia em 1990. Secretário do Trabalho e Ação Social no referido governo, conquistou em 1994 seu primeiro mandato parlamentar, do qual licenciou-se para assumir o o cargo de ministro da Agricultura no governo Fernando Henrique Cardoso.

## Resultado da eleição para senador
Foram apurados 8.913.333 votos válidos.
| Candidatos a senador da República | Candidatos a suplente de senador | Número | Coligação                                                     | Votação   | Percentual |
| --------------------------------- | -------------------------------- | ------ | ------------------------------------------------------------- | --------- | ---------- |
| Francelino Pereira PFL            | – PP                             | 253    | Movimento Popular Progressista (PP, PFL, PPR, PV, PRP, PTdoB) | 1.764.546 | 19,80%     |
| Arlindo Porto PTB                 | Regina Assumpção PL              | 143    | Todos por Minas (PSDB, PTB, PL)                               | 1.419.993 | 15,93%     |
| Virgílio Guimarães PT             | - PT                             | 133    | Frente Minas Popular (PT, PSB, PPS, PCdoB, PCB, PSTU)         | 1.369.632 | 15,37%     |
| Sérgio Ferrara PDT                | - PDT                            | 122    | Força do Povo Minas (PDT, PMN)                                | 1.031.701 | 11,58%     |
| Aluísio Pimenta PL                | - PL                             | 222    | Todos por Minas (PSDB, PTB, PL)                               | 883.603   | 9,91%      |
| Tarcísio Delgado PMDB             | - PMDB                           | 153    | PMDB (sem coligação)                                          | 750.886   | 8,42%      |
| Jô Moraes PCdoB                   | - PCdoB                          | 652    | Frente Minas Popular (PT, PSB, PCdoB, PPS, PCB, PSTU)         | 610.911   | 6,85%      |
| Sérgio dos Anjos PSD              | - PSD                            | 413    | PSD (sem coligação)                                           | 382.871   | 4,30%      |
| Carlos Medina PMN                 | - PMN                            | 332    | Força do Povo Minas (PDT, PMN)                                | 292.691   | 3,28%      |
| Helvécio Tavares PSC              | - PSC                            | 202    | PSC (sem coligação)                                           | 144.311   | 1,62%      |
| Dreyfus Rabello PRP               | - PRP                            | 442    | PRP (sem coligação)                                           | 136.384   | 1,53%      |
| Walter Almeida PRONA              | - PRONA                          | 562    | PRONA (sem coligação)                                         | 125.804   | 1,41%      |
| Fontes:                           |                                  |        |                                                               |           |            |

## Deputados federais eleitos
São relacionados os candidatos eleitos com informações complementares da Câmara dos Deputados.

Representação eleita
  PMDB: 11
  PFL: 10
  PSDB: 8
  PTB: 7
  PP: 6
  PT: 6
  PL: 1
  PPR: 1
  PDT: 1
  PCdoB: 1
  PMN: 1

| Número  | Deputados federais eleitos  | Partido | Votação | Percentual | Cidade onde nasceu       | Unidade federativa |
|         | Newton Cardoso              | PMDB    | 179.169 | 3,68%      | Brumado                  | Bahia              |
|         | Danilo de Castro            | PSDB    | 113.179 | 2,33%      | Viçosa                   | Minas Gerais       |
|         | Eliseu Resende              | PFL     | 108.343 | 2,23%      | Oliveira                 | Minas Gerais       |
|         | Aécio Neves                 | PSDB    | 105.385 | 2,17%      | Belo Horizonte           | Minas Gerais       |
|         | Ademir Lucas                | PSDB    | 99.980  | 2,06%      | Esmeraldas               | Minas Gerais       |
|         | Humberto Souto              | PFL     | 92.111  | 1,89%      | Montes Claros            | Minas Gerais       |
|         | Saraiva Felipe              | PMDB    | 87.257  | 1,79%      | Belo Horizonte           | Minas Gerais       |
|         | Odelmo Leão                 | PP      | 83.135  | 1,71%      | Uberaba                  | Minas Gerais       |
|         | Chico Ferramenta            | PT      | 80.431  | 1,65%      | Bom Despacho             | Minas Gerais       |
|         | José Rezende                | PTB     | 79.968  | 1,64%      | Araponga                 | Minas Gerais       |
|         | Vittorio Medioli            | PSDB    | 71.998  | 1,48%      | Parma                    | Itália             |
|         | Maria Elvira                | PMDB    | 71.251  | 1,47%      | Belo Horizonte           | Minas Gerais       |
|         | Roberto Brant               | PTB     | 69.214  | 1,42%      | Belo Horizonte           | Minas Gerais       |
|         | Osmânio Pereira             | PSDB    | 63.284  | 1,30%      | Pedra Azul               | Minas Gerais       |
|         | Paulo Delgado               | PT      | 60.848  | 1,25%      | Lima Duarte              | Minas Gerais       |
|         | Carlos Melles               | PFL     | 56.684  | 1,17%      | São Sebastião do Paraíso | Minas Gerais       |
|         | Zaire Rezende               | PMDB    | 54.726  | 1,13%      | Uberlândia               | Minas Gerais       |
|         | José Elias Murad            | PSDB    | 51.612  | 1,06%      | Ribeirão Vermelho        | Minas Gerais       |
|         | Carlos Mosconi              | PSDB    | 51.609  | 1,06%      | Andradas                 | Minas Gerais       |
|         | Sérgio Naya                 | PP      | 51.385  | 1,06%      | Laranjal                 | Minas Gerais       |
|         | Silas Brasileiro            | PMDB    | 51.244  | 1,05%      | Patrocínio               | Minas Gerais       |
|         | Paulo Heslander             | PTB     | 50.442  | 1,04%      | Barão de Cocais          | Minas Gerais       |
|         | Jair Siqueira               | PFL     | 49.544  | 1,02%      | Paulistas                | Minas Gerais       |
|         | Maurício Campos             | PL      | 49.519  | 1,02%      | Rio Pomba                | Minas Gerais       |
|         | Mário de Oliveira           | PP      | 49.042  | 1,01%      | Júlio Mesquita           | São Paulo          |
|         | José Santana de Vasconcelos | PFL     | 46.992  | 0,97%      | Alvinópolis              | Minas Gerais       |
|         | Raul Belém                  | PP      | 46.785  | 0,96%      | Araguari                 | Minas Gerais       |
|         | Romel Anísio                | PP      | 46.382  | 0,95%      | Ituiutaba                | Minas Gerais       |
|         | Lael Varela                 | PFL     | 46.218  | 0,95%      | Muriaé                   | Minas Gerais       |
|         | Mauro Lopes                 | PFL     | 44.671  | 0,92%      | Entre Folhas             | Minas Gerais       |
|         | Fernando Diniz              | PMDB    | 43.663  | 0,90%      | Belo Horizonte           | Minas Gerais       |
|         | Marcos Lima                 | PMDB    | 41.800  | 0,86%      | Itaúna                   | Minas Gerais       |
|         | Bonifácio de Andrada        | PTB     | 41.449  | 0,85%      | Barbacena                | Minas Gerais       |
|         | Filemon Rodrigues           | PTB     | 40.378  | 0,83%      | Mamanguape               | Paraíba            |
|         | Ronaldo Perim               | PMDB    | 40.294  | 0,83%      | Castelo                  | Espírito Santo     |
|         | Genésio Bernardino          | PMDB    | 39.862  | 0,82%      | Mutum                    | Minas Gerais       |
|         | Hugo Rodrigues da Cunha     | PFL     | 39.825  | 0,82%      | Uberaba                  | Minas Gerais       |
|         | Eduardo Barbosa             | PSDB    | 38.605  | 0,79%      | Pará de Minas            | Minas Gerais       |
|         | Aracely de Paula            | PFL     | 38.454  | 0,79%      | Ibiá                     | Minas Gerais       |
|         | Antônio do Vale             | PMDB    | 37.709  | 0,78%      | Patos de Minas           | Minas Gerais       |
|         | Márcio Reinaldo Moreira     | PP      | 36.997  | 0,76%      | Sete Lagoas              | Minas Gerais       |
|         | Ibrahim Abi-Ackel           | PPR     | 35.547  | 0,73%      | Manhumirim               | Minas Gerais       |
|         | Leopoldo Bessone            | PTB     | 35.256  | 0,72%      | Belo Horizonte           | Minas Gerais       |
|         | Jaime Martins Filho         | PFL     | 33.963  | 0,70%      | Nova Serrana             | Minas Gerais       |
|         | Israel Pinheiro Filho       | PTB     | 33.543  | 0,69%      | Belo Horizonte           | Minas Gerais       |
|         | Armando Costa               | PMDB    | 28.337  | 0,58%      | Felixlândia              | Minas Gerais       |
|         | Tilden Santiago             | PT      | 26.307  | 0,54%      | Nova Era                 | Minas Gerais       |
|         | Nilmário Miranda            | PT      | 25.917  | 0,53%      | Belo Horizonte           | Minas Gerais       |
|         | Sílvio Abreu Júnior         | PDT     | 24.512  | 0,50%      | Juiz de Fora             | Minas Gerais       |
|         | Sérgio Miranda              | PCdoB   | 23.013  | 0,47%      | Belém                    | Pará               |
|         | Sandra Starling             | PT      | 21.377  | 0,44%      | Belo Horizonte           | Minas Gerais       |
|         | João Fassarella             | PT      | 20.721  | 0,43%      | Vargem Alta              | Espírito Santo     |
|         | Herculano Anghinetti        | PMN     | 17.781  | 0,37%      | Belo Horizonte           | Minas Gerais       |
| Fontes: |                             |         |         |            |                          |                    |

## Deputados estaduais eleitos
Foram escolhidos 77 deputados estaduais para a Assembleia Legislativa de Minas Gerais.

Representação eleita
  PMDB: 13
  PP: 11
  PTB: 10
  PFL: 9
  PSDB: 8
  PT: 8
  PDT: 7
  PL: 4
  PSD: 2
  PV: 1
  PPR: 1
  PSB: 1
  PPS: 1
  PMN: 1

| Número  | Deputados estaduais eleitos | Partido | Votação | Percentual | Cidade onde nasceu       | Unidade federativa |
|         | Romeu Queiroz               | PTB     | 63.827  | 1,18%      | Patrocínio               | Minas Gerais       |
|         | José Henrique               | PMDB    | 47.032  | 0,87%      | Abre Campo               | Minas Gerais       |
|         | Carlos Murta                | PP      | 43.787  | 0,81%      |                          |                    |
|         | Ermano Batista              | PL      | 43.715  | 0,81%      | Aimorés                  | Minas Gerais       |
|         | Rêmolo Aloise               | PMDB    | 42.258  | 0,78%      | São Sebastião do Paraíso | Minas Gerais       |
|         | Marcelo Cecé                | PTB     | 41.058  | 0,76%      |                          |                    |
|         | Sebastião Helvécio          | PP      | 40.096  | 0,74%      | Juiz de Fora             | Minas Gerais       |
|         | João Leite                  | PSDB    | 39.664  | 0,73%      | Belo Horizonte           | Minas Gerais       |
|         | José Militão                | PSDB    | 38.792  | 0,72%      | Ibiraci                  | Minas Gerais       |
|         | Jairo Ataíde                | PFL     | 37.590  | 0,70%      |                          |                    |
|         | Bonifácio Mourão            | PMDB    | 36.881  | 0,68%      | Sabinópolis              | Minas Gerais       |
|         | Antônio Genaro              | PP      | 36.574  | 0,68%      | Guaimbê                  | São Paulo          |
|         | Simão Pedro Toledo          | PTB     | 36.031  | 0,67%      | Pouso Alegre             | Minas Gerais       |
|         | Mauri Torres                | PMDB    | 34.542  | 0,64%      | Guararema                | São Paulo          |
|         | Ivair Nogueira              | PDT     | 34.192  | 0,63%      | Betim                    | Minas Gerais       |
|         | Elmo Braz                   | PP      | 34.123  | 0,63%      |                          |                    |
|         | Glycon Terra Pinto          | PP      | 33.789  | 0,62%      | Belo Horizonte           | Minas Gerais       |
|         | Geraldo Santana             | PMDB    | 33.377  | 0,62%      | Salinas                  | Minas Gerais       |
|         | Leonídio Bouças             | PFL     | 31.812  | 0,59%      | Pompéu                   | Minas Gerais       |
|         | Navarro Vieira Filho        | PFL     | 31.677  | 0,59%      | Botelhos                 | Minas Gerais       |
|         | Maria Olívia                | PTB     | 30.940  | 0,57%      | Lagoa da Prata           | Minas Gerais       |
|         | Olavo Bilac Pinto Neto      | PFL     | 30.889  | 0,57%      | Rio de Janeiro           | Rio de Janeiro     |
|         | Bené Guedes                 | PDT     | 30.819  | 0,57%      | Itajubá                  | Minas Gerais       |
|         | José Miguel Martini         | PSDB    | 30.044  | 0,56%      |                          |                    |
|         | Ibrahim Jacob               | PDT     | 29.817  | 0,55%      | Ubá                      | Minas Gerais       |
|         | Alberto Pinto Coelho        | PP      | 29.593  | 0,55%      | Rio Verde                | Goiás              |
|         | Wilson Trópia               | PV      | 29.393  | 0,54%      |                          |                    |
|         | José Ferraz                 | PTB     | 29.265  | 0,54%      | Santa Maria do Salto     | Minas Gerais       |
|         | Cleuber Carneiro            | PFL     | 29.213  | 0,54%      | Paratinga                | Bahia              |
|         | Hely Tarquínio              | PP      | 29.011  | 0,54%      | Uberaba                  | Minas Gerais       |
|         | Djalma Diniz                | PFL     | 28.832  | 0,53%      | Linhares                 | Espírito Santo     |
|         | Paulo Pettersen             | PP      | 28.623  | 0,53%      | Carangola                | Minas Gerais       |
|         | Carlos Pimenta              | PL      | 28.604  | 0,53%      | Belo Horizonte           | Minas Gerais       |
|         | Ronaldo Vasconcelos         | PL      | 28.420  | 0,53%      | Ponte Nova               | Minas Gerais       |
|         | Wanderley Ávila             | PSDB    | 28.292  | 0,52%      | Joaquim Felício          | Minas Gerais       |
|         | Geraldo Rezende             | PMDB    | 28.240  | 0,52%      | Tupaciguara              | Minas Gerais       |
|         | Luiz Antônio Zanto          | PP      | 28.006  | 0,52%      |                          |                    |
|         | Anderson Adauto             | PMDB    | 27.804  | 0,51%      | Sacramento               | Minas Gerais       |
|         | Olinto Godinho              | PL      | 27.492  | 0,51%      |                          |                    |
|         | Sebastião Costa             | PFL     | 27.334  | 0,51%      | Divino                   | Minas Gerais       |
|         | Toninho Zeitune             | PMDB    | 27.230  | 0,50%      |                          |                    |
|         | Dimas Rodrigues             | PP      | 27.162  | 0,50%      |                          |                    |
|         | Péricles Ferreira           | PSDB    | 27.158  | 0,50%      | Salinas                  | Minas Gerais       |
|         | Marcelo Gonçalves           | PDT     | 26.909  | 0,50%      |                          |                    |
|         | Gil Pereira                 | PP      | 27.162  | 0,50%      | Montes Claros            | Minas Gerais       |
|         | Arnaldo Canarinho           | PSDB    | 26.336  | 0,49%      |                          |                    |
|         | José Bonifácio Filho        | PTB     | 25.952  | 0,48%      | Belo Horizonte           | Minas Gerais       |
|         | Paulo Piau                  | PFL     | 25.785  | 0,48%      | Patos de Minas           | Minas Gerais       |
|         | Ajalmar Silva               | PTB     | 25.708  | 0,48%      |                          |                    |
|         | Ailton Vilela               | PPR     | 25.426  | 0,47%      | São Bento Abade          | Minas Gerais       |
|         | Kemil Kumaira               | PMDB    | 25.275  | 0,47%      | Teófilo Otoni            | Minas Gerais       |
|         | Paulo Schettino             | PTB     | 24.929  | 0,46%      |                          |                    |
|         | Jorge Hannas                | PFL     | 24.176  | 0,45%      | Resende Costa            | Minas Gerais       |
|         | Agostinho Patrus            | PTB     | 24.064  | 0,44%      | Belo Horizonte           | Minas Gerais       |
|         | José Maria Barros           | PSDB    | 23.992  | 0,44%      |                          |                    |
|         | Francisco Ramalho           | PSDB    | 23.870  | 0,44%      |                          |                    |
|         | Dilzon Melo                 | PTB     | 23.805  | 0,44%      | Capitólio                | Minas Gerais       |
|         | José Braga                  | PDT     | 23.301  | 0,43%      | Ubaí                     | Minas Gerais       |
|         | Antônio Júlio               | PMDB    | 23.289  | 0,43%      | Pará de Minas            | Minas Gerais       |
|         | Antônio Roberto             | PMDB    | 22.822  | 0,42%      |                          |                    |
|         | Jorge Eduardo de Oliveira   | PMDB    | 22.818  | 0,42%      | Machado                  | Minas Gerais       |
|         | Irani Barbosa               | PSD     | 22.551  | 0,42%      | Belo Horizonte           | Minas Gerais       |
|         | Tarcísio Henriques          | PMDB    | 21.322  | 0,39%      |                          |                    |
|         | Álvaro Antônio              | PDT     | 19.056  | 0,35%      | Belo Horizonte           | Minas Gerais       |
|         | João Batista de Oliveira    | PSB     | 18.852  | 0,35%      |                          |                    |
|         | Dinis Pinheiro              | PSD     | 18.844  | 0,35%      | Ibirité                  | Minas Gerais       |
|         | Geraldo Nascimento          | PT      | 16.470  | 0,30%      | Timóteo                  | Minas Gerais       |
|         | Alencar da Silveira Júnior  | PDT     | 15.235  | 0,28%      | Sete Lagoas              | Minas Gerais       |
|         | Maria José Haueisen         | PT      | 14.647  | 0,27%      | Teófilo Otoni            | Minas Gerais       |
|         | Ivo José                    | PT      | 14.084  | 0,26%      |                          |                    |
|         | Gilmar Machado              | PT      | 13.922  | 0,26%      | Cascalho Rico            | Minas Gerais       |
|         | Durval Ângelo               | PT      | 13.885  | 0,26%      | Baixo Guandu             | Espírito Santo     |
|         | Marco Régis                 | PPS     | 13.074  | 0,24%      |                          |                    |
|         | Almir Paraca                | PT      | 12.977  | 0,24%      | Paracatu                 | Minas Gerais       |
|         | Marcos Helênio              | PT      | 12.940  | 0,24%      | Belo Horizonte           | Minas Gerais       |
|         | Raul Lima Neto              | PMN     | 11.872  | 0,22%      |                          |                    |
|         | Anivaldo Coelho             | PT      | 11.622  | 0,21%      |                          |                    |
| Fontes: |                             |         |         |            |                          |                    |